# Cuenca del río Copiapó
La cuenca del río Copiapó es el espacio natural comprendido por la cuenca hidrográfica del río Copiapó. Este espacio coincide con el espacio administrativo homónimo definido en el inventario de cuencas de Chile con el número 034 que se extiende en su parte sur desde la divisoria de las aguas en la cordillera de los Andes hasta su desembocadura en el océano Pacífico. 
A partir de los años 70 se ha ampliado el concepto de cuenca hasta entender, ya en los primeros años del siglo XXI, una cuenca hidrográfica en lo que respecta a su definición espacial y funcional, como la unidad geopolítica y socioeconómica más apropiada y racional para el desarrollo integrado de los recursos de tierras y aguas asociados a la vegetación y en conjunto con los usuarios de nivel local y regional.: 17 
Se subdivide en 10 subcuencas y 71 subsubcuencas con un total de 23.861 km². La cuenca está ubicada completamente en la Región de Atacama.

La cuenca del río Copiapó puede está dividida en 6 subcuencas y 27 subsubcuencas con un total de 18703 km².

## Límites

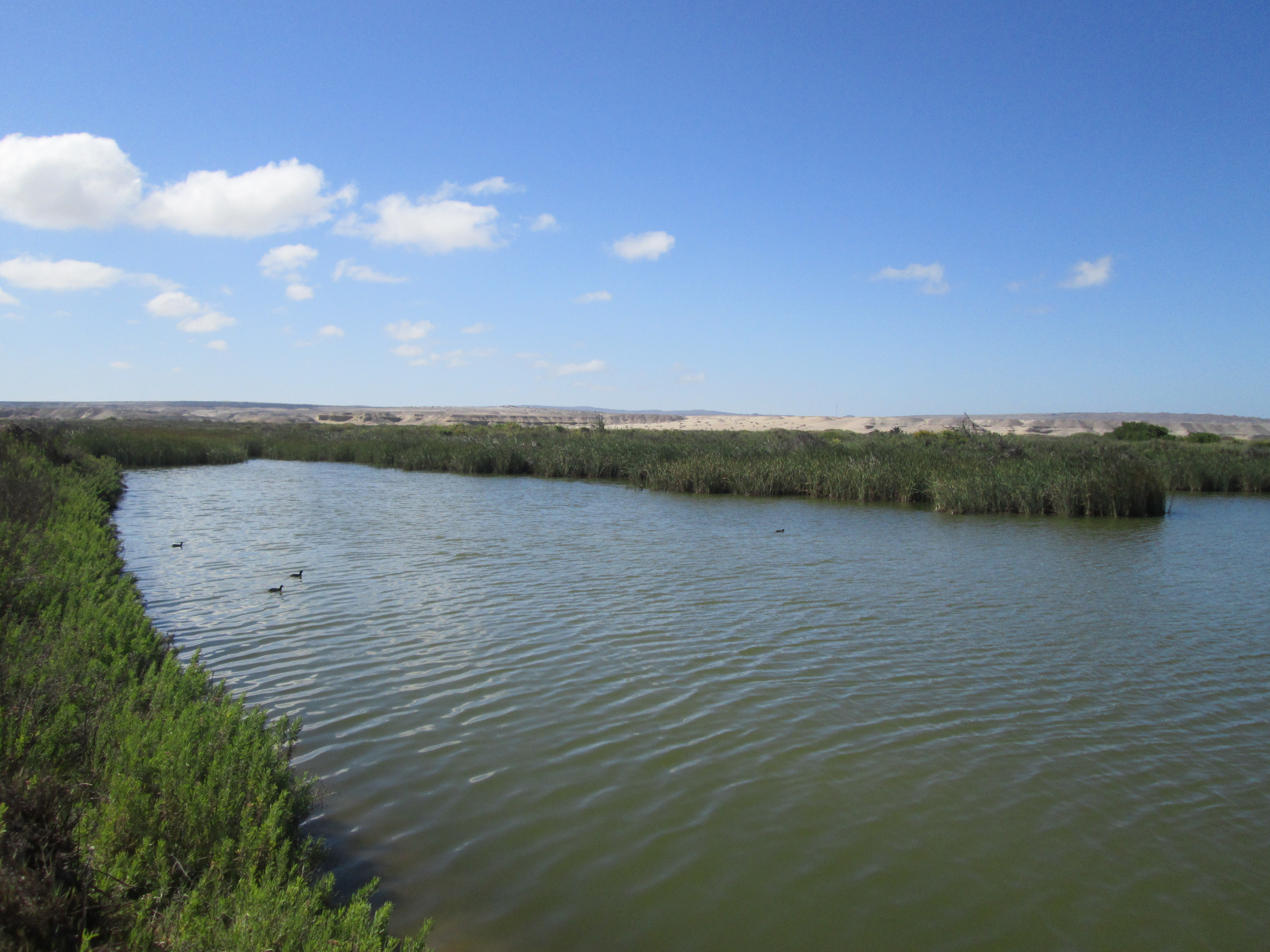
Humedal en la desembocadura de río Copiapó.

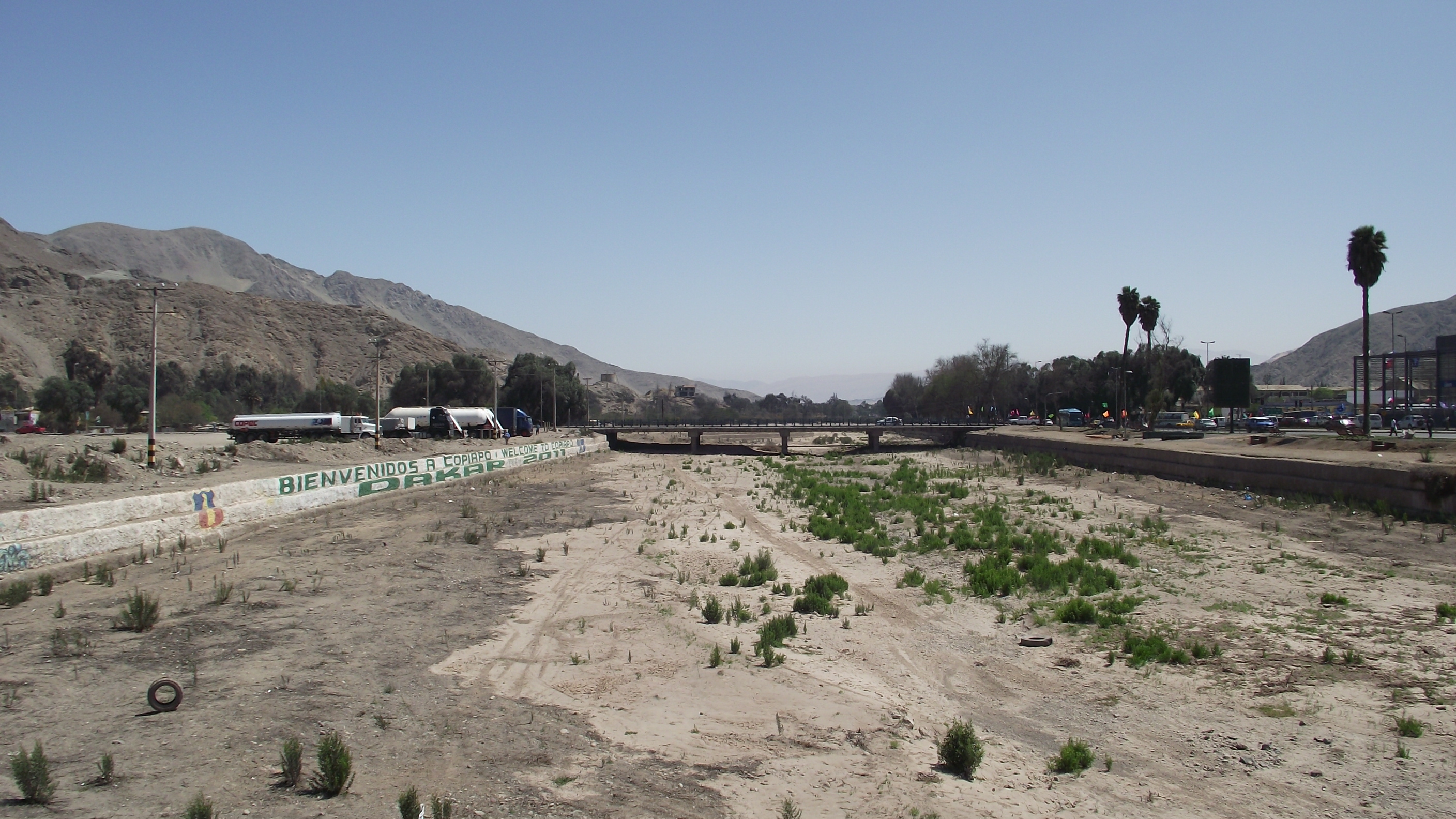
Río Copiapó seco a su paso por la ciudad homónima (2011)

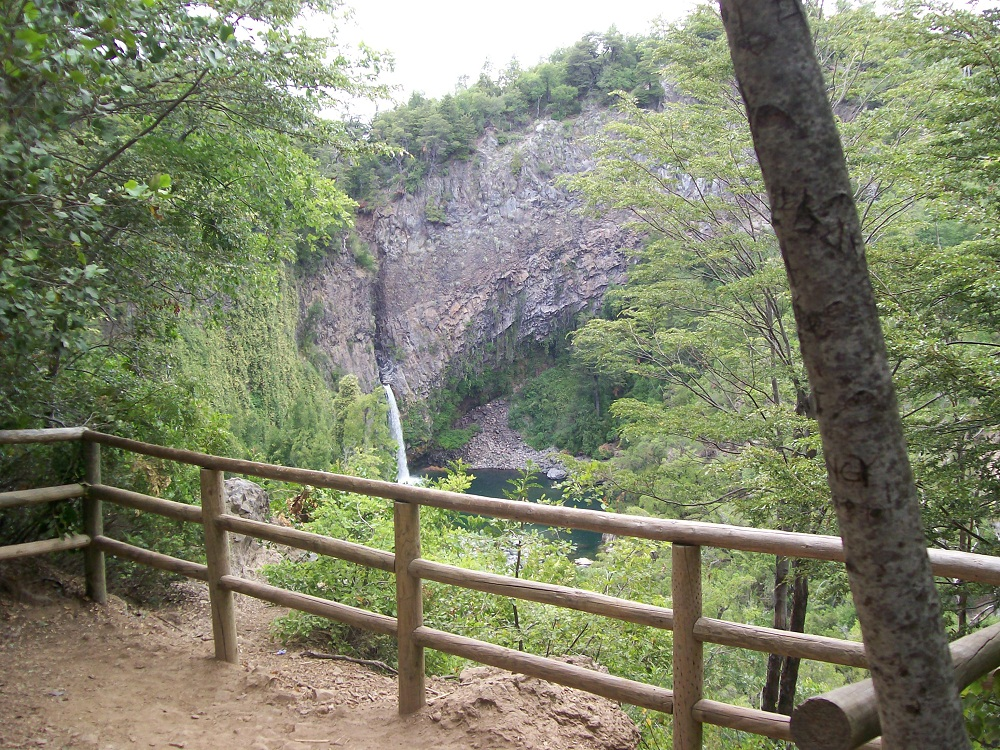
Tierra Amarilla, III Región.

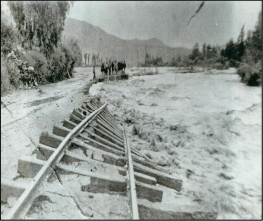
Crecida del río Copiapó en Tierra Amarilla, en 1919

Por el norte limita con las cuencas costera secas del ítem 033 Interfluvio entre ríos Salado y Copiapó, particularmente con las quebradas De La Higuera, Corralillo y Morado. Más al centro de su norte, limita con la cuenca del Río Salado (Chañaral) al este con el salar de Maricunga y la laguna del Negro Francisco. Al sureste limita con la cuenca trasandina de la Salina de la Laguna Verde. La quebrada Totoral y la quebrada La Justa son su límite al suroeste.
Sus extremos austral y septentrional alcanzan las coordenadas 26°38’ y 28°38’ S.: 1 

## Población y Regiones
La cuenca del río Copiapó comprende, administrativamente, las comunas de Copiapó y Tierra Amarilla y ocupa el 25% de la superficie total de la Región de Atacama.
Un total de 20 localidades pobladas se encuentran en la hoya, 2 de ellas son ciudades y el resto, corresponden a poblados, asentamientos rurales y caseríos. Las ciudades emplazadas en la cuenca son Copiapó (capital regional) con 129.091 habitantes y Tierra Amarilla con 12.888 habitantes, según censo del año 2002.
Las localidades pobladas de mayor importancia en la cuenca, según el número de habitantes en 2002, son:
| Nombre             | Población comunal en 2002 | Población total en 2002 | Cauces asociados |
| ------------------ | ------------------------- | ----------------------- | ---------------- |
| Copiapó            | 129.091                   | 125.983                 | Río Copiapó      |
| Tierra Amarilla    | 12.888                    | 8.578                   | Río Copiapó      |
| Los Loros (Chile)* | 1.172                     | -                       | Río Copiapó      |

- Estimación según cifra de 1992.

## Subdivisiones
La Dirección General de Aguas subdivide o reúne las cuencas de Chile acorde a las necesidades de estudio y gestión. Existen dos inventarios que han logrado ser aceptados como principales, el inventario de cuencas del Banco Nacional de Aguas (BNA) de 1978, de mayor uso, y el inventario de cuencas del Departamento de Administración de Recursos Hídricos (DARH) de 2014 de mejor cartografía que ha obligado a redefinir algunos límites, a veces con cambios mayores, pero también por algunas redefiniciones del concepto de subcuenca.
Bajo el BNA el código del ítem es 034 y con el DARH es 0305.
La subdivisión del BNA es como sigue:
| 034 Río Copiapó (mapa) |       |                                                                                           |        |
| 0340                   | 03400 | Río Figueroa Bajo Junta Quebrada Monardes                                                 | 804    |
| 0340                   | 03401 | Río Figueroa entre Q. Monardes y Junta Río Turbio                                         | 924    |
| 0340                   | 03402 | Río Turbio hasta bajo Estero Come Caballo                                                 | 881    |
| 0340                   | 03403 | Río Turbio Entre Estero Come Caballo y Río Figueroa                                       | 734    |
| 0340                   | 03404 | Río Jorquera entre junta Río Turbio y Río Copiapó                                         | 823    |
| 0341                   | 03410 | Río Pulido hasta junta Río Ramadillas                                                     | 612    |
| 0341                   | 03411 | Río Ramadillas                                                                            | 367    |
| 0341                   | 03412 | Río Pulido entre Río Ramadillas y Río Montosa                                             | 471    |
| 0341                   | 03413 | Río Montosa                                                                               | 413    |
| 0341                   | 03414 | Río Pulido entre Río Montosa y Río Copiapó                                                | 171    |
| 0342                   | 03420 | Río Manflas Bajo Junta Quebrada Noriega                                                   | 728    |
| 0342                   | 03421 | Río Manflas Entre Quebrada Noriega y Río Copiapó                                          | 485    |
| 0343                   | 03430 | Río Copiapó Entre Junta Ríos Jorquera, Pulido y Manflas y Bajo Junta Q. Barrancas Blancas | 877    |
| 0343                   | 03431 | Río Copiapó Entre Quebrada Barrancas Blancas y Quebrada Carrizalillo                      | 649    |
| 0343                   | 03432 | Quebrada Carrizalillo Hasta Junta Quebrada Mollecito                                      | 493    |
| 0343                   | 03433 | Quebrada Carrizalillo Entre Arriba Quebrada Mollecito y Río Copiapó                       | 555    |
| 0343                   | 03434 | Río Copiapó Entre Quebrada Carrizalillo y Quebrada Paipote                                | 369    |
| 0344                   | 03440 | Quebrada San Andrés                                                                       | 1476   |
| 0344                   | 03441 | Quebrada Paipote en Junta Quebrada San Andrés                                             | 1494   |
| 0344                   | 03442 | Quebrada Paipote Entre Quebrada San Andrés y Quebrada Martínez                            | 1082   |
| 0344                   | 03443 | Quebrada Martínez                                                                         | 1513   |
| 0344                   | 03444 | Quebrada Paipote Entre Quebrada Martínez y Bajo Junta Quebrada Chulo                      | 665    |
| 0344                   | 03445 | Quebrada Paipote Entre Quebrada Chulo y Río Copiapó                                       | 459    |
| 0345                   | 03450 | Río Copiapó Entre Quebrada Paipote y Bajo Junta Quebrada La Brea                          | 727    |
| 0345                   | 03451 | Río Copiapó Entre Quebrada La Brea y Quebrada Totoralillo                                 | 506    |
| 0345                   | 03452 | Quebrada Totoralillo                                                                      | 175    |
| 0345                   | 03453 | Río Copiapó Entre Quebrada Totoralillo y Desembocadura                                    | 250    |
| Totales:               |       |                                                                                           |        |
| 6                      | 27    | Región: III (100%) / Tipo: Exorreica / Desembocadura: Océano Pacífico                     | 18.703 |

La disposición de cuencas en el inventario DARH es la siguiente:
| Código      | Nombre                                        | Código en mapa     | Tipología de cuenca | Vertiente de cuenca | Origen de cuenca   | Temperatura media anual (C°) | Temperatura máxima (C°) | Temperatura mínima (C°) | Precipitación anual (mm) | Número de estaciones fluviométricas | Número de estaciones pluviométricas | Área (km²)         |
| ----------- | --------------------------------------------- | ------------------ | ------------------- | ------------------- | ------------------ | ---------------------------- | ----------------------- | ----------------------- | ------------------------ | ----------------------------------- | ----------------------------------- | ------------------ |
| 0305        | Cuenca Río Copiapó                            | Cuenca Río Copiapó | Cuenca Río Copiapó  | Cuenca Río Copiapó  | Cuenca Río Copiapó | Cuenca Río Copiapó           | Cuenca Río Copiapó      | Cuenca Río Copiapó      | Cuenca Río Copiapó       | Cuenca Río Copiapó                  | Cuenca Río Copiapó                  | Cuenca Río Copiapó |
| 030500      | Río Copiapó                                   | 0                  | Exorreica           | Pacífico            | Pluvial            | 12.8                         | 22.0                    | 3.7                     | 30.7                     | 13                                  | 4                                   | 3103.6             |
| 03050000    | Quebrada sin Nombre afluente a Río Copiapó    | 31                 | Exorreica           | Pacífico            | Pluvial            | 14.4                         | 23.6                    | 5.4                     | 29.5                     | 0                                   | 0                                   | 239.5              |
| 03050001    | Quebrada Carrizalillos                        | 32                 | Exorreica           | Pacífico            | Pluvial            | 9.9                          | 19.1                    | 0.7                     | 32.3                     | 0                                   | 0                                   | 1109.9             |
| 03050002    | Río Manflas                                   | 33                 | Exorreica           | Pacífico            | Pluvial            | 4.4                          | 13.9                    | -4.8                    | 68.3                     | 2                                   | 1                                   | 1206.7             |
| 03050100    | Quebrada Paipote                              | 34                 | Exorreica           | Pacífico            | Pluvial            | 12.7                         | 21.8                    | 3.4                     | 24.2                     | 0                                   | 0                                   | 1132.0             |
| 0305010000  | Quebrada Chulo                                | 35                 | Exorreica           | Pacífico            | Pluvial            | 13.4                         | 22.4                    | 4.1                     | 21.8                     | 0                                   | 0                                   | 586.5              |
| 0305010001  | Quebrada San Miguel                           | 36                 | Exorreica           | Pacífico            | Pluvial            | 9.2                          | 17.9                    | 0.4                     | 34.3                     | 0                                   | 0                                   | 1488.4             |
| 0305010002  | Quebrada Banderita                            | 37                 | Exorreica           | Pacífico            | Pluvial            | 11.6                         | 19.8                    | 3.2                     | 21.6                     | 0                                   | 0                                   | 609.4              |
| 0305010003  | Quebrada Paipote en junta Quebrada San Andrés | 38                 | Exorreica           | Pacífico            | Pluvial            | 7.9                          | 16.1                    | -0.5                    | 39.5                     | 0                                   | 1                                   | 1469.3             |
| 0305010004  | Quebrada San Andrés                           | 39                 | Exorreica           | Pacífico            | Pluvial            | 7.6                          | 15.5                    | -0.6                    | 36.5                     | 0                                   | 1                                   | 1362.8             |
| 03050200    | Río Pulido                                    | 40                 | Exorreica           | Pacífico            | Pluvial            | 8.2                          | 17.9                    | -1.4                    | 42.8                     | 1                                   | 1                                   | 265.2              |
| 0305020000  | Río Montoso                                   | 41                 | Exorreica           | Pacífico            | Pluvial            | 1.7                          | 11.3                    | -7.6                    | 91.6                     | 0                                   | 0                                   | 413.4              |
| 0305020001  | Río Chacay                                    | 42                 | Exorreica           | Pacífico            | Pluvial            | 4.0                          | 13.6                    | -5.3                    | 73.6                     | 0                                   | 1                                   | 388.4              |
| 0305020002  | Río Ramadillas o del Medio                    | 43                 | Exorreica           | Pacífico            | Pluvial            | 3.5                          | 12.9                    | -5.7                    | 78.9                     | 0                                   | 0                                   | 359.9              |
| 0305020003  | Río Vizcachas de Pulido                       | 44                 | Exorreica           | Pacífico            | Pluvial            | 5.3                          | 14.4                    | -3.6                    | 62.6                     | 0                                   | 0                                   | 616.4              |
| 03050300    | Río Jorquera                                  | 45                 | Exorreica           | Pacífico            | Pluvial            | 7.4                          | 16.5                    | -1.5                    | 45.3                     | 1                                   | 1                                   | 828.0              |
| 0305030000  | Río Figueroa                                  | 46                 | Exorreica           | Pacífico            | Pluvial            | 4.3                          | 13.2                    | -4.6                    | 65.5                     | 0                                   | 0                                   | 912.1              |
| 03050300000 | Quebrada Monardes y Quebrada el Platón        | 47                 | Exorreica           | Pacífico            | Pluvial            | 4.6                          | 13.2                    | -4.2                    | 58.6                     | 0                                   | 0                                   | 832.3              |
| 0305030001  | Río Turbio                                    | 48                 | Exorreica           | Pacífico            | Pluvial            | 4.8                          | 13.9                    | -4.2                    | 68.3                     | 0                                   | 0                                   | 390.8              |
| 03050300010 | Río Cachitos                                  | 49                 | Exorreica           | Pacífico            | Pluvial            | 3.0                          | 12.3                    | -6.2                    | 81.8                     | 0                                   | 0                                   | 388.6              |
| 03050300011 | Río Nevado                                    | 50                 | Exorreica           | Pacífico            | Pluvial            | 1.9                          | 11.3                    | -7.4                    | 90.0                     | 0                                   | 0                                   | 606.4              |
| 03050300012 | Río Pircas Negras                             | 51                 | Exorreica           | Pacífico            | Pluvial            | 3.5                          | 12.9                    | -5.8                    | 81.7                     | 0                                   | 0                                   | 238.3              |

## Hidrología

Diagrama unifilar de la red hidrográfica del río Copiapó.

La hoya de Copiapó comprende el sistema de sus tres ríos Manflas, Pulido y Jorquera, que corren, respectivamente, del sur, del naciente y del norte para reunirse en las Juntas. A estos cauces se agrega la quebrada seca que se le reúne más abajo, la de Paipote.
Sin embargo, existen también aguadas, manantiales que abastecen puntualmente con agua natural algunos lugares de la cuenca como:
Bolo (Aguada El) 27° 07' 69° 38’. Tiene grandes vegas en su alrededor i se encuentra en una estrechura de la quebrada de Paipote en la que los conglomerados de pórfido, están atravesados por un dike de eurita, a unos 36 kilómetros hacia el E del pueblo de Puquios. 98, III, p. 86 i 148 i carta de San Román (1892); 156; i 161, I, p. 185; i paraje en 155, p. 79.: 89 

### Red hidrográfica
Los ríos prioritarios de la hoya son:
- río Copiapó --- embalse Lautaro

- quebrada San Andrés

- quebrada Paipote

- quebrada San Miguel
- quebrada Cortadera

- río Pulido

- río Ramadillas o del Medio
- río Ramadas (Pulido) o quebrada Ramadas
- río Vizcachas de Pulido

- río Pircas Coloradas
- río Plaza

- río Montosa --- laguna Montosa
- río del Potro

- río Pircas de Mondaca
- río del Medio (Potro)

- río Manflas
- embalse Lautaro
- río Jorquera

- río Turbio (Jorquera)

- río Cachitos
- río Piuquenes

- río Nevado (Piuquenes)

- río La Gallina

- río Pircas Negras o Come Caballos

- río Figueroa (Jorquera)

- río Aguas Blancas (Figueroa)
- río Paredones (Figueroa)

- Acueducto de Amolanas
- Glaciar Tronquitos
- Glaciar El Potro

### Caudales y régimen
Normalmente seco, en parte debido a la utilización de las aguas por parte de las empresas mineras y agrícolas, el río tuvo una importante crecida en el temporal de marzo de 2015, razón por la cual se debió decretar un estado de excepción constitucional por estado de catástrofe. Hidrogeológicamente, este evento dio origen a flujos de detritos y barro que inundaron y afectaron con particular severidad la cuenca del río, registrándose importantes daños en viviendas en las localidades de Copiapó y Tierra Amarilla, donde las alturas de la inundación llegaron incluso a superar los 2 metros. Debido a las constantes crecidas y desbordes que ha experimentado el río Copiapó desde 2015, el Ministerio de Obras Públicas decidió su ensanchamiento para darle mayor seguridad al cauce.
El informe de Golder Associates S.A.  “Diagnóstico de los Recursos Hídricos de la Cuenca del Río Copiapó y Proposición de un Modelo de Explotación Sustentable” encargado por empresas y asociaciones de la Región de Atacama relacionadas con el uso de los recursos hídricos de la cuenca indica que:
- De los 254 336 habitantes de la Región de Atacama, un 50% de ellos vive en la ciudad de Copiapó y 12.888 en Tierra Amarilla (censo de 2002). Los cultivos agrícolas se extienden por 9299 ha en el Valle del río Copiapó: 8151 ha de frutales, 1000 ha de hortalizas y algo más de 100 ha para forrajes.
- En la cuenca del río Copiapó están instaladas un total de 34 plantas productoras de mineral y 64 explotaciones mineras. La suma de la capacidad instalada en toda la región de Atacama alcanza al tratamiento de 250.000 toneladas diarias; 139 280 t corresponden a flotación y 109 410 t corresponden a lixiviación.

### Glaciares
El inventario público de glaciares de Chile 2022 consigna un total de 230 glaciares en la cuenca, de los cuales 194 no tienen nombre. El área total cubierta es de 37,2 km² y se estima el volumen de agua almacenada en los glaciares en 0,716 km³. Entre sus glaciares se encuentran el glaciar Tronquitos y el glaciar El Potro.

### Acuíferos
Se han determinado seis acuíferos: Sector 1 aguas arriba del Embalse Lautaro, Sector 2 Embalse Lautaro La Puerta, Sector 3 La Puerta Mal Paso, Sector 4 Mal Paso Copiapó, Sector 5 Copiapó Piedra Colgada y Sector 6 Piedra Colgada Angostura.: 50 

### Desaladoras
Esta planta está ubicada en Punta Zorro, unos kilómetros al sur de Caldera y las aguas producidas se distribuyen entra Caldera, Copiapó, Chañaral y Tierra Amarilla.

## Clima

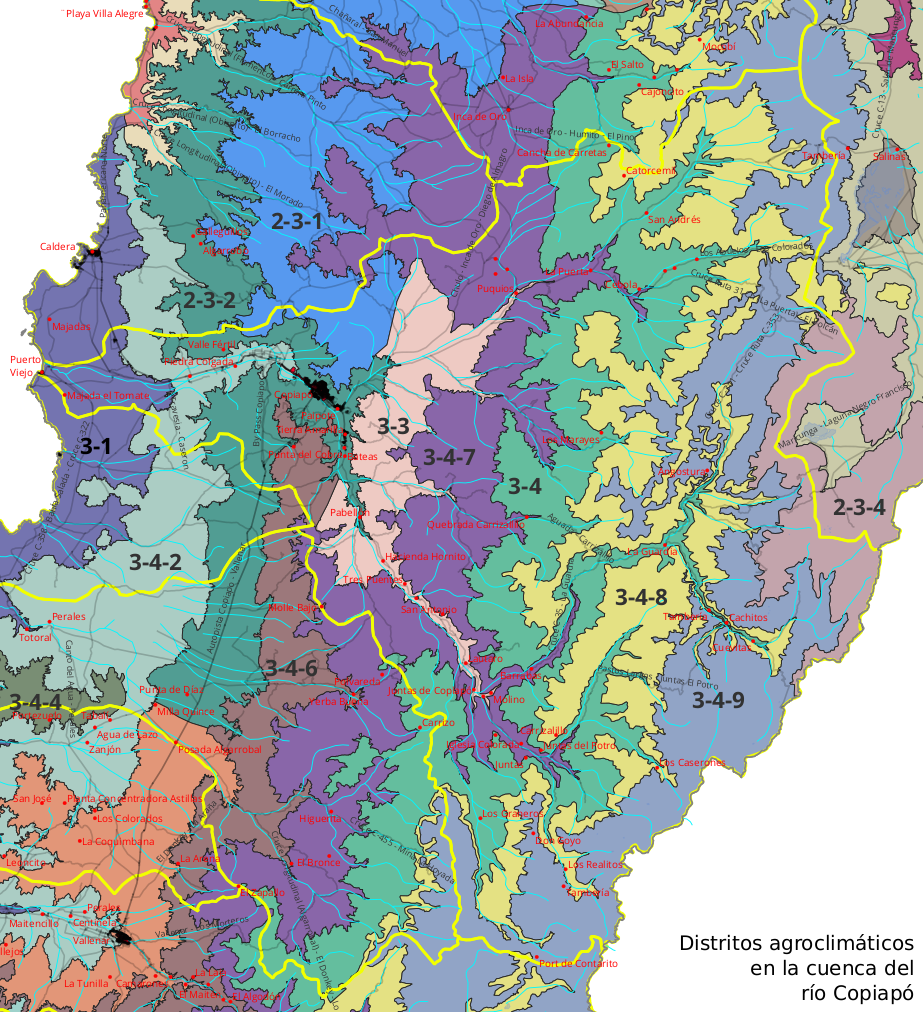
Distritos agroclimáticos en la cuenca.

El Atlas agroclimático de Chile distingue 11 distritos agroclimáticos en la cuenca:
- 3-1  Desierto con influencia marina y régimen de humedad xérico (BWnXe). La temperatura oscila entre un máximo de enero de 23,6 °C y un mínimo de julio de 8,3 °C. En todo el año no tiene heladas. El periodo de temperaturas favorables a la actividad vegetativa dura 12 meses. Registra anualmente 1.887 días grado y 47 horas de frío acumuladas hasta el 31 de Julio. La precipitación media anual es de 28 mm y un periodo seco de 12 meses, con un déficit hídrico de 1.374 mm/año. El período húmedo dura 0 meses durante los cuales se produce un excedente hídrico de 0 mm.
- 3-4-2  Desierto con influencia marina y régimen de humedad Xérico (BWnXe). La temperatura oscila entre un máximo de enero de 26,3 °C y un mínimo de julio de 7,4 °C. Tiene un promedio de 345 días consecutivos libres de heladas. En el año se registra un promedio de 0 heladas. El periodo de temperaturas favorables a la actividad vegetativa dura 12 meses. Registra anualmente 2.065 días grado y 91 horas de frío acumuladas hasta el 31 de Julio. La precipitación media anual es de 66 mm y un periodo seco de 12 meses, con un déficit hídrico de 1.382 mm/año. El período húmedo dura 0 meses durante los cuales se produce un excedente hídrico de 0 mm.
- 2-3-2  Desierto con influencia marina y régimen de humedad xérico (BWnXe). La temperatura oscila entre un máximo de enero de 28,2 °C y un mínimo de julio de 7,3 °C. Tiene un promedio de 345 días consecutivos libres de heladas. En el año se registra un promedio de 0 heladas. El período de temperaturas favorables a la actividad vegetativa dura 12 meses. Registra anualmente 2.417 días grado y 80 horas de frío acumuladas hasta el 31 de Julio. La precipitación media anual es de 6 mm y un período seco de 12 meses, con un déficit hídrico de 1.757 mm/año. El período húmedo dura 0 meses durante los cuales se produce un excedente hídrico de 0 mm.
- 3-4-6  Desierto interior y régimen de humedad xérico (BWXe). La temperatura oscila entre un máximo de enero de 29,4 °C y un mínimo de julio de 5,4 °C. Tiene un promedio de 282 días consecutivos libres de heladas. En el año se registra un promedio de 4 heladas. El periodo de temperaturas favorables a la actividad vegetativa dura 12 meses. Registra anualmente 2.233 días grado y 245 horas de frío acumuladas hasta el 31 de Julio. La precipitación media anual es de 41 mm y un periodo seco de 12 meses, con un déficit hídrico de 1.787 mm/año. El período húmedo dura 0 meses durante los cuales se produce un excedente hídrico de 0 mm.
- 2-3-1  Desierto interior y régimen de humedad xérico (BWXe). La temperatura oscila entre un máximo de enero de 28,8 °C y un mínimo de julio de 6 °C. Tiene un promedio de 339 días consecutivos libres de heladas. En el año se registra un promedio de 2 heladas. El periodo de temperaturas favorables a la actividad vegetativa dura 12 meses. Registra anualmente 2.490 días grado y 154 horas de frío acumuladas hasta el 31 de Julio. La precipitación media anual es de 0 mm y un periodo seco de 12 meses, con un déficit hídrico de 2.018 mm/año. El período húmedo dura 0 meses durante los cuales se produce un excedente hídrico de 0 mm.
- 3-3  Desierto interior y régimen de humedad Xérico (BWXe). La temperatura oscila entre un máximo de enero de 30,7 °C y un mínimo de julio de 4,9 °C. Tiene un promedio de 259 días consecutivos libres de heladas. En el año se registra un promedio de 7 heladas. El periodo de temperaturas favorables a la actividad vegetativa dura 12 meses. Registra anualmente 2.384 días grado y 301 horas de frío acumuladas hasta el 31 de Julio. La precipitación media anual es de 20 mm y un periodo seco de 12 meses, con un déficit hídrico de 2.018 mm/año. El período húmedo dura 0 meses durante los cuales se produce un excedente hídrico de 0 mm.
- 3-4-7  Desierto interior y régimen de humedad xérico (BWXe). La temperatura oscila entre un máximo de enero de 27,6 °C y un mínimo de julio de 3,6 °C. Tiene un promedio de 204 días consecutivos libres de heladas. En el año se registra un promedio de 20 heladas. El periodo de temperaturas favorables a la actividad vegetativa dura 12 meses. Registra anualmente 1.790 días grado y 598 horas de frío acumuladas hasta el 31 de Julio. La precipitación media anual es de 41 mm y un periodo seco de 12 meses, con un déficit hídrico de 1.979 mm/año. El período húmedo dura 0 meses durante los cuales se produce un excedente hídrico de 0 mm.
- 3-4  Desierto de altura y régimen de humedad Xérico (BWHXe). La temperatura oscila entre un máximo de enero de 19,4 °C y un mínimo de julio de -0,2 °C. Tiene un promedio de 56 días consecutivos libres de heladas. En el año se registra un promedio de 114 heladas. El periodo de temperaturas favorables a la actividad vegetativa dura 5 meses. Registra anualmente 620 días grado y 1.436 horas de frío acumuladas hasta el 31 de Julio. La precipitación media anual es de 68 mm y un periodo seco de 12 meses, con un déficit hídrico de 1.876 mm/año. El período húmedo dura 0 meses durante los cuales se produce un excedente hídrico de 0 mm.
- 3-4-8  Estepa de altura fría con régimen de humedad xérico (BSkXe). La temperatura oscila entre un máximo de enero de 13,2 °C y un mínimo de julio de -4 °C. Tiene un promedio de 0 días consecutivos libres de heladas. En el año se registra un promedio de 272 heladas. El periodo de temperaturas favorables a la actividad vegetativa dura 0 meses. Registra anualmente 145 días grado y 2.001 horas de frío acumuladas hasta el 31 de Julio. La precipitación media anual es de 99 mm y un periodo seco de 12 meses, con un déficit hídrico de 1.603 mm/año. El período húmedo dura 0 meses durante los cuales se produce un excedente hídrico de 0 mm.
- 3-4-9  Estepa de altura fría con régimen de humedad híper árido (BSkHa). La temperatura oscila entre un máximo de enero de 7,7 °C y un mínimo de julio de -9,1 °C. Tiene un promedio de 0 días consecutivos libres de heladas. En el año se registra un promedio de 365 heladas. El periodo de temperaturas favorables a la actividad vegetativa dura 0 meses. Registra anualmente 8 días grado y 1.800 horas de frío acumuladas hasta el 31 de Julio. La precipitación media anual es de 151 mm y un periodo seco de 11 meses, con un déficit hídrico de 1.325 mm/año. El período húmedo dura 0 meses durante los cuales se produce un excedente hídrico de 0 mm.
- 2-3-4  Estepa de altura fría con régimen de humedad xérico (BSkXe). La temperatura oscila entre un máximo de enero de 11,8 °C y un mínimo de julio de -10,3 °C. Tiene un promedio de 0 días consecutivos libres de heladas. En el año se registra un promedio de 365 heladas. El período de temperaturas favorables a la actividad vegetativa dura 0 meses. Registra anualmente 61 días grado y 1.800 horas de frío acumuladas hasta el 31 de julio. La precipitación media anual es de 119 mm y un período seco de 12 meses, con un déficit hídrico de 1.511 mm/año. El período húmedo dura 0 meses durante los cuales se produce un excedente hídrico de 0 mm.

|  |  |

Los diagramas Walter Lieth muestran con un área azul los periodos en que las precipitaciones sobrepasan la cantidad de agua que el calor del sol evapora en el mismo lapso de tiempo, (un promedio de 10 °C mensuales evaporan 20 mm de agua caída) dejando un clima húmedo. Por el contrario, las zonas amarillas indican que durante ese tiempo el agua caída puede ser evaporada por el calor del sol.

## Actividades económicas
Según su orden en el Producto interno bruto, la minería es la más importante de las actividades productivas de la cuenca, con un aporte del 45%, seguida por las actividades silvoagropecuaria y comercio, cada una de ellas con un aporte del 11%. La pesca tiene un 4%, electricidad, gas y agua un 2% y la industria manufacturera un 3%.: 13 

### Agricultura
La agricultura es la segunda en importancia según el aporte al PIB. Las favorables condiciones climáticas más el riego dan a la cuenca condiciones aptas para la agricultura intensiva en los valles de riego. El clima del valle de Copiapó con 16.000 ha ha permitido producir en forma temprana uva, tomates, ajíes, pimentones y otros. Mundialmente conocidos son la uva de mesa (exportación) y en menor proporción de olivos, hortalizas, uva pisquera y flores.: 13 

### Actividad minera
En la cuenca la principal actividad económica, está dada por la actividad minera de cobre y oro. Esta se concentra principalmente en la comuna de Copiapó, donde se han identificado 54 faenas mineras (activas), mientras que en la comuna de Tierra Amarilla existe un total de 32 faenas (activas). Sólo esta actividad productiva genera al año más de 5.000 empleos.

## Contaminación
En un informe de la Universidad de Chile sobre la situación de los ríos de Chile en 1999 se reporta que:: 86 
Con respecto al segmento Río Copiapó-Quebrada de Paipote se destaca que la calidad de las aguas del río Copiapó se ve afectada por las descargas de aguas servidas que dan lugar a contaminación bacteriológica, problema que se acentúa cuando los caudales del río son bajos. Por otro lado, la calidad química de las aguas se ve afectada por escurrimientos de productos químicos utilizados por la agricultura local.

## Áreas bajo protección oficial y conservación de la biodiversidad
La cuenca del río Copiapó no posee Áreas bajo Protección Oficial pertenecientes al Sistema Nacional de Áreas Silvestres Protegidas por el Estado, SNASPE.: 16 
Los sitios de conservación de la biodiversidad existentes en la cuenca, son:
- Estuario del río Copiapó hasta morro Copiapó (473 ha.) Humedal costero y área marina con alta diversidad de invertebrados, mamíferos y aves marinas. Múltiple hábitats representativos del litoral del Norte de Chile.
- Zona del Desierto Florido (99.522 ha.) El fenómeno del desierto Florido, se desarrolla en la zona comprendida entre el nivel del mar y los 800 m s. n. m. En esta zona existen ecosistemas con presencia de flora única y singular.

## Balance hídrico

Brecha hídrica en 25 importantes cuencas de Chile.

Para tener una aproximación a nivel de cuenca (casos locales no están reflejados) del consumo comparado con la disponibilidad de agua, se define como:
Siguiendo intrincadas definiciones del consumo y la demanda que consideran aguas superficiales, subterráneas, flujos mínimos de sustentabilidad, y consumos que no son devueltos al cauce original, todo ello según normas de organizaciones internacionales, se han clasificado los resultados en cuatro casos:: 29 
- Brecha hídrica alta, se consume más del 40% del agua disponible: existe fuerte demanda del recurso hídrico que requiere regular su uso para no afectar el desarrollo económico.
- Brecha hídrica media, se consume entre el 20% y el 40% del agua disponible: existe presión sobre el recurso hídrico que debe ser ordenada, establecer prioridades, optimizar su uso y proteger los ecosistemas.
- Brecha hídrica moderada, se consume entre 10% y 20% del agua disponible: la disponibilidad del elemento esta condicionando el desarrollo económico.
- Brecha hídrica baja, se consume entre 0% y 10% del agua disponible: No se conocen presiones importantes sobre el recurso hídrico.

Aplicada esta clasificación a la cuenca del río Copiapó, el estudio estima una brecha hídrica alta con un uso del 62% del agua disponible.: 80 